# Testamento de Lenin
Testamento de Lenin é um documento atribuído a Vladimir Lenin, aparentemente escrito nas últimas semanas de 1922 e na primeira semana de 1923. No testamento, Lenin propõe mudanças na estrutura dos órgãos de governo soviético. Também comenta sobre os principais membros da liderança soviética e sugere que Josef Stalin deveria ser removido de sua posição como Secretário Geral do Comité Central do Partido Comunista da URSS. 

## Conteúdo
Designa-se por Testamento de Lenin, um conjunto de três curtas notas aparentemente ditadas por Lenin em 23 de dezembro de 1922 ou 31 de dezembro de 1922 e 4 de Janeiro de 1923 , pouco antes de definitivamente ser afastado da vida política pela doença. Lenin, inquieto nas primeiras notas devido aos riscos de cisão no Partido Comunista, escreve algumas palavras para caracterizar aos membros mais notáveis do Comité central. Na primeira parte da Carta, Lenin avançou para a necessidade de fazer aumentar o efetivo do Comité Central fazendo entrar operários e camponeses (50-100 dos membros) e esboçou retratos de dirigentes do partido para os candidatos a sua sucessão. Stalin concentrou um imenso poder como secretário geral e Lenin interroga-se que ele saberá sempre ser utilizado com precaução suficiente. Leon Trotsky é apresentado como o homem mais capaz do Comité Central, mas peca por uma excessiva segurança e uma visão demasiado administrativa das coisas. Em seguida, vêm Grigori Zinoviev e Lev Kamenev, cujos, Lenin, recorda que não é por acaso que se opuseram à tomada do poder em Outubro. Nikolai Bukharin e Georgi Piatakov são mais notáveis dos jovens membros do Comité central. Mas o primeiro tem algo de "escolástica" nos seus raciocínios e as capacidades do segundo são mais de ordem administrativa do que política.
A primeira nota tem um tom medido. A adição de 4 de Janeiro é muito mais forte: “Stalin é demasiado bruto”. Lênin propõe, portanto, considerar maneiras de substituir o Secretario-Geral por um companheiro "mais tolerante, mais leal, mais educado e mais atento aos camaradas".
Até a morte de Lenin, sua esposa, Nadežda Konstantinovna Krupskaja, conservou o texto do Testamento. Entregou-o ao Secretariado-Geral em 1924. Sobre a sua insistência, a troika Zinoviev-Kamenev-Stalin aceitou que fosse lido aos delegados do 13° Congresso do Partido Comunista Russo à condição de não revelar sua existência ao exterior. A existência do Testamento no entanto foi revelada ao estrangeiro, e o texto foi publicado em 1926 por Max Eastman, Alfred Rosmer e Boris Souvarine. A liderança stalinista inicialmente alegou que era um documento falso, forçando mesmo Trotsky a negar Eastman. Mas, em 1927, uma vez no poder, Stalin reconheceu sua existência. O Testamento não mais foi mencionado durante o período stalinista. Nikita Khrushchev reutilizou este documento no momento da desestalinização em 1956, durante o XX Congresso do PCUS, no mesmo ano chegou à sua publicação completa.

## Autenticidade
Stephen Kotkin argumenta em sua biografia de Stalin que a autoria de Lenin do Testamento "deve ser tratada com cautela" e sugere que foi sua esposa, Nadejda Krupskaya que o escreveu. Kotkin disse que os supostos ditados não foram registrados da maneira como comumente eram pelo secretariado de Lenin; que foram digitados, sem taquigrafias ou originais escritos a mão nos arquivos, e que Lenin não os assinou; e que já nas datas dos ditados, Lenin havia perdido muito de seu poder de fala após uma série de derrames em 15-16 de dezembro de 1922, levantando a questão de se ele tinha capacidade de ditar qualquer coisa tão detalhada e inteligível como o Testamento e que o ditado supostamente dado em dezembro de 1922 suspeitamente trata dos mesmos assuntos dos debates que ocorreram em o 12º Congresso do Partido em abril de 1923. Também disse que Lenin sempre foi extremamente crítico de Trótski, mas sua suposta exasperação por Stalin só apareceu em certos documentos, incluindo o testamento, que foram públicados em 1923.
Quanto à atribuição a Krupskaya, Kotkin diz que, dado seu papel central no cuidado de Lenin e sua comunicação com o mundo exterior, ela deve ter se envolvido na criação dos documentos. Ele argumentou que Krupskaya pode ter tentado alcançar um equilíbrio entre os possíveis sucessores de Lenin ao apresentar os ditados em momentos críticos durante o desenrolar da luta pela sucessão. Kotkin diz que, independentemente de seu verdadeiro autor, o Testamento foi tratado como autêntico pela liderança do Partido na época e, portanto, teve profundas consequências políticas para Stalin.
Alguns historiadores russos ( V.A. Sakharov, V.P. Ivanov, V.K. Ermakov) também colocaram a autenticidade do testamento em dúvida, e assim como Kotkin acreditam que Krupskaya pode ter sido a autora.
No entanto, o testamento foi aceito como genuíno por vários outros historiadores e o argumento de Kotkin foi especificamente rejeitado por Richard Pipes.